# Александр Грин (теплоход)
Александр Грин (ранее Александр Блок) — трёхпалубный речной пассажирский теплоход (типа Сергей Есенин (проект Q-065/PV08). Назван в честь русского и советского поэта Александра Блока и переименован в честь русского и советского писателя Александра Грина. Построен на верфи Österreichische Schiffswerften AG в городе Корнойбург (Австрия) под названием Александр Блок в 1984 году. В 2012 году по проекту PV08, разработанному Морским инженерным бюро, теплоход был конвертован (полностью перестроен с использованием элементов корпуса) на верфи Братьев Нобель в Рыбинске (бывший судостроительный завод им. Володарского). Достроечные и отделочные работы проводились на базе флота компании «Мостурфлот» в Хлебниковском затоне под Москвой.

## История
Построенное на австрийской верфи судно было поставлено Московскому речному пароходству. С 1987 года служил плавучей гостиницей «Совинцентра» на Москве-реке у Кранопресненской набережной. Простояв у причала 24 года, Александр Блок 18 августа 2011 года по решению судовладельца и согласованию с надзорными органами теплоход покинул причал своим ходом и был переведен сначала на базу флота в Хлебниково на канале имени Москвы, а затем на судоверфь Братьев Нобель в Рыбинск. Пассажирский теплоход «Александр Блок» в навигацию 2012 года вернулся в круизный флот под новым именем «Александр Грин».
С 2012 года теплоход будет выполнять в течение пяти лет круизные рейсы по маршруту Москва — Санкт-Петербург — Москва под управлением австралийской Scenic Tours, а в начале и конце сезона на нем выполняются круизы с российскими группами.

## На борту
По проекту к услугам туристов 56 двухместных кают и кают люкс, оборудованных санитарным блоком (туалет, душ, умывальник), кондиционером и радиоточкой. Каюты люкс имеют также телевизор, холодильник и видеопроигрыватель. Судно имеет Wi-Fi подключение к Интернету.

## Суда-близнецы (проект Q-065)
- Валерий Брюсов
- Демьян Бедный
- Михаил Светлов
- Сергей Есенин

## Фотографии

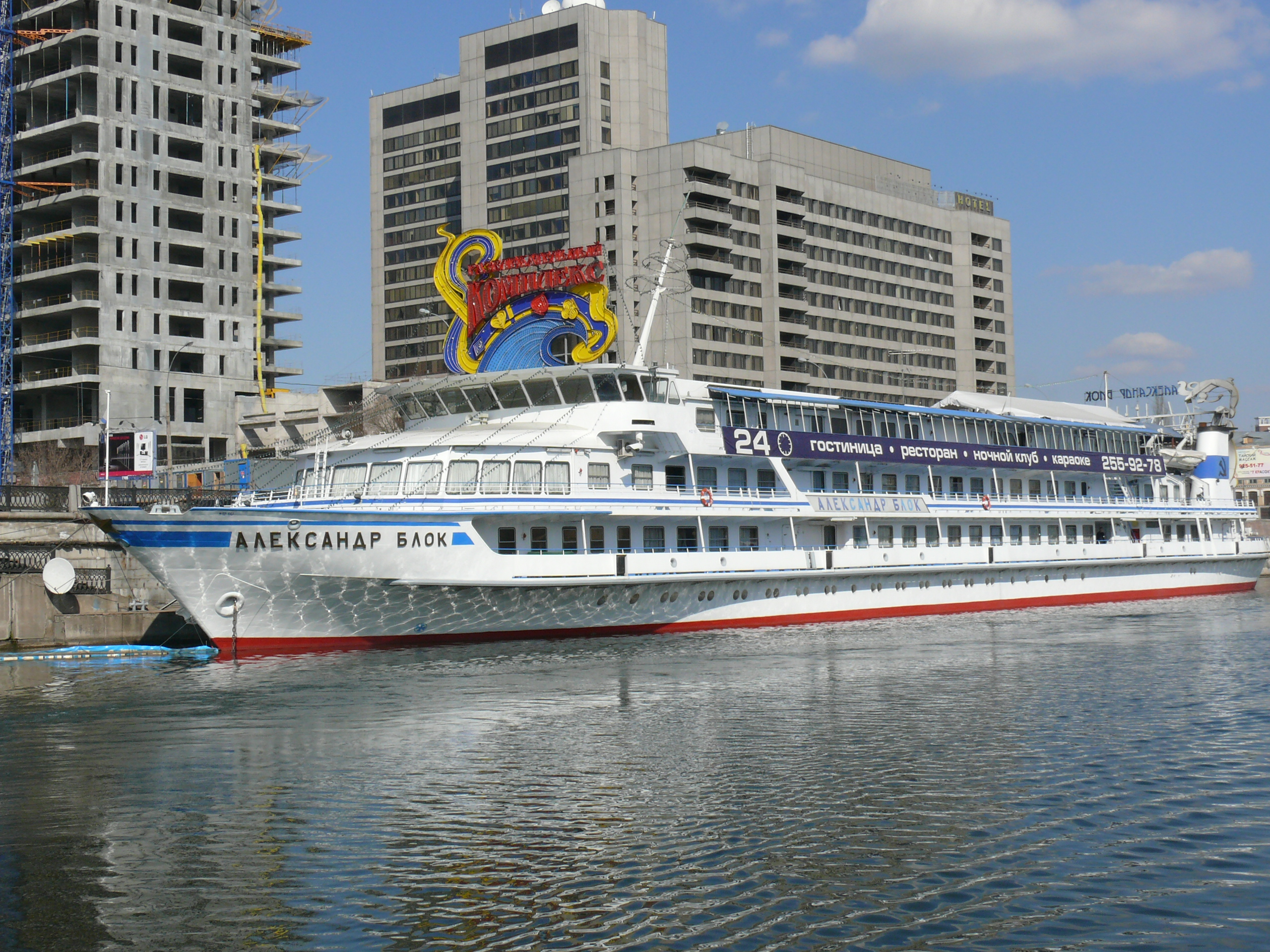
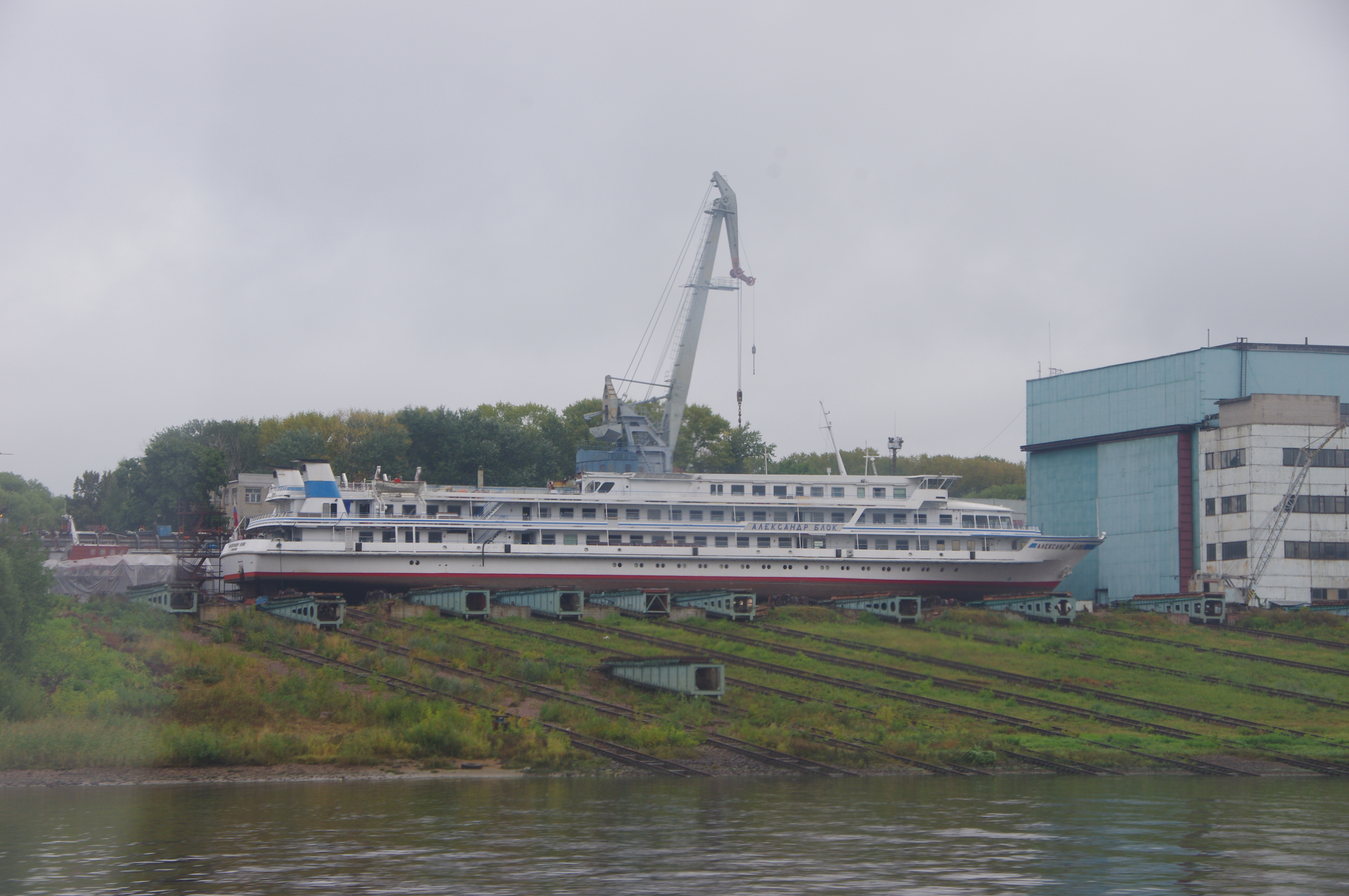
На переделке в Рыбинске в 2011 году